# Tsjoevanen
De Tsjoevanen (Russisch: Чуванцы; zelfbenaming: čuvan, ėtèl, ėtal) zijn een paleosiberisch volk en zijn een van de ongeveer 40 "minder talrijke volken van het Noorden" die erkend zijn door de Russische overheid. De meeste Tsjoevanen wonen tegenwoordig in het autonome district Tsjoekotka in het noordoosten van het Russische Verre Oosten. Onderzoek door verschillende etnografen in de jaren 90 van de 20e eeuw lijkt uit te wijzen dat mensen die zichzelf identificeren als Tsjoevanen dit doen op twee manieren:
- een gedeelte van hen leeft in kleine dorpen en op de toendra in gebieden die veelal worden geassocieerd met het het houden van rendieren. Veel van hen spreken Tsjoektsjisch naast het Russisch en enkelen zijn getrouwd met Tsjoektsjen;
- een ander gedeelte woont in het plaatsje Markovo aan de Anadyr en houdt zich niet bezig met het hoeden van rendieren en spreekt ook geen Tsjoektsjisch. Zij woonden daar vanouds samen met Russische oude kolonisten (starozjily) en Joekagieren.

Historische verslagen beschrijven de Tsjoevanen als een volk in Siberië, dat behoorde tot de groep van de Joekagieren. Zij trokken rond in de bovenlopen van de Anadyr en de Anjoej in de 17e eeuw en deden aan jagen, vissen en het fokken van rendieren. Ze waren een van de eerste volken die jasak moesten betalen in de 16e en 17e eeuw. Ze werden door Russische kolonialisten gebruikt in hun strijd tegen de Korjaken en Tsjoektsjen. Na zware verliezen te hebben geleden tegen de Tsjoektsjen trok in de 18e eeuw een gedeelte van de Tsjoevanen zich terug naar Russische nederzettingen aan de rivier Kolyma, vanwege de aanvallen van de Tsjoektsjen op hen, en Russificeerden. Een ander gedeelte werd geassimileerd door de Korjaken en Tsjoektsjen.
Volgens de Russische volkstelling van 2010 woonden er 1002 Tsjoevanen in Rusland. Bij de Russische volkstelling van 1989 waren dit er nog 1384 (in de hele Sovjet-Unie: 1511).